# Pokotîlove, Novoarhanhelsk
Pokotîlove (în ucraineană Покотилове) este localitatea de reședință a comunei Pokotîlove din raionul Novoarhanhelsk, regiunea Kirovohrad, Ucraina.

## Demografie
Componența lingvistică a localității Pokotîlove
     Ucraineană (98,57%)
     Alte limbi (0,64%)
Conform recensământului din 2001, majoritatea populației localității Pokotîlove era vorbitoare de ucraineană (98,57%), existând în minoritate și vorbitori de alte limbi.